# (5631) Sekihokutouge
(5631) Sekihokutouge est un astéroïde de la ceinture principale.

## Description
(5631) Sekihokutouge est un astéroïde de la ceinture principale. Il fut découvert le 20 mars 1993 à Kitami par Kin Endate et Kazuro Watanabe. Il présente une orbite caractérisée par un demi-grand axe de 2,33 UA, une excentricité de 0,09 et une inclinaison de 1,2° par rapport à l'écliptique.

## Compléments